# Nicholas Kidd
Nicholas „Nick“ Kidd (* 21. April 1981 in Rabaul, Papua-Neuguinea) ist ein australischer Badmintonspieler englischer Herkunft.

## Karriere
Nicholas Kidd gewann 2003, noch für England startend, die Slovenian International. 2006 und 2007 wurde er englischer Meister im Herreneinzel. Bei den australischen Einzelmeisterschaften des Folgejahres gewann er Silber im Herreneinzel und Mixed sowie Bronze im Herrendoppel.

## Sportliche Erfolge
| Saison | Veranstaltung                     | Disziplin    | Platz | Name                                |
| ------ | --------------------------------- | ------------ | ----- | ----------------------------------- |
| 2003   | Slovenian International           | Herrendoppel | 1     | Nikolai Sujew / Nick Kidd           |
| 2004   | Canterbury International          | Herreneinzel | 1     | Nicholas Kidd                       |
| 2006   | England: Einzelmeisterschaften    | Herreneinzel | 1     | Nick Kidd                           |
| 2007   | England: Einzelmeisterschaften    | Herreneinzel | 1     | Nick Kidd                           |
| 2008   | Australien: Einzelmeisterschaften | Herreneinzel | 2     | Nicholas Kidd                       |
| 2008   | Australien: Einzelmeisterschaften | Mixed        | 2     | Nicholas Kidd / Leisha Cooper       |
| 2008   | Australien: Einzelmeisterschaften | Herrendoppel | 3     | Elliott Clutterbuck / Nicholas Kidd |